# 徐宗実
徐 宗実（じょ そうじつ、1344年 - 1405年）は、明代の官僚。宗実は字。諱は垕。本貫は台州黄巌県。

## 生涯
若くして聡明で、学問に熱心であった。洪武年間、推薦を受けて銅陵主簿に任じられた。孝養を求めて、洪武帝の意に逆らい、淮陰駅の戍卒に降格された。1388年（洪武21年）、東川侯胡海の子の胡観が洪武帝の十一女の南康公主をめとることになると、宗実は胡観の師傅に任命された。宮中からの使者は他府の例を援用して、駙馬の胡観の席を中堂に置いて南向きにし、師の席を西の階上に置いて東向きにした。宗実は手ずから胡観の席を下にして、その後に教育をはじめた。洪武帝はこれを聞いて喜び、宗実を4回召し出して慰労した。
洪武末年、宗実は蘇州府通判に任じられた。官粟20万石をもって飢民に施すよう上奏した。春に洪水が起こり、堤防が損傷すると、宗実はその修築を提議した。ときに宗実は元の節婦王氏を顕彰するよう請願したが、礼部は前朝の事例であるして拒否した。宗実が「周の武王は殷の比干の墓を封じました。ひとつ前朝の事例ではありませんか」と発言すると、王氏への顕彰がおこなわれた。1400年（建文2年）、宗実は兵部右侍郎に抜擢された。事件に連座して左遷され、ほどなく復職した。靖難の変により建文政権が危機に陥ると、宗実は両浙に派遣されて義勇兵を招集した。1402年（建文4年）、永楽帝が即位すると、宗実は上疏して帰休を願い出た。1405年（永楽3年）、事件に連座して逮捕され、連行される途中に死去した。享年は62。